# Borrèze
Borrèze ist eine französische Gemeinde mit 352 Einwohnern (Stand 1. Januar 2022) im Département Dordogne in der Region Nouvelle-Aquitaine (vor 2016 Aquitanien). Sie gehört zum Arrondissement Sarlat-la-Canéda und zum Kanton Terrasson-Lavilledieu. Die Einwohner werden Borrèziens genannt.

## Geografie
Borrèze liegt etwa 62 Kilometer ostsüdöstlich von Périgueux am gleichnamigen Fluss Borrèze. 
Nachbargemeinden sind Nadaillac im Norden, Gignac im Nordosten und Osten, Souillac im Südosten, Salignac-Eyvigues im Süden und Westen, Paulin im Westen und Nordwesten sowie Jayac im Nordwesten.

## Bevölkerungsentwicklung
| Jahr                       | 1962 | 1968 | 1975 | 1982 | 1990 | 1999 | 2006 | 2019 |
| -------------------------- | ---- | ---- | ---- | ---- | ---- | ---- | ---- | ---- |
| Einwohner                  | 405  | 398  | 356  | 331  | 305  | 303  | 352  | 341  |
| Quellen: Cassini und INSEE |      |      |      |      |      |      |      |      |

## Sehenswürdigkeiten

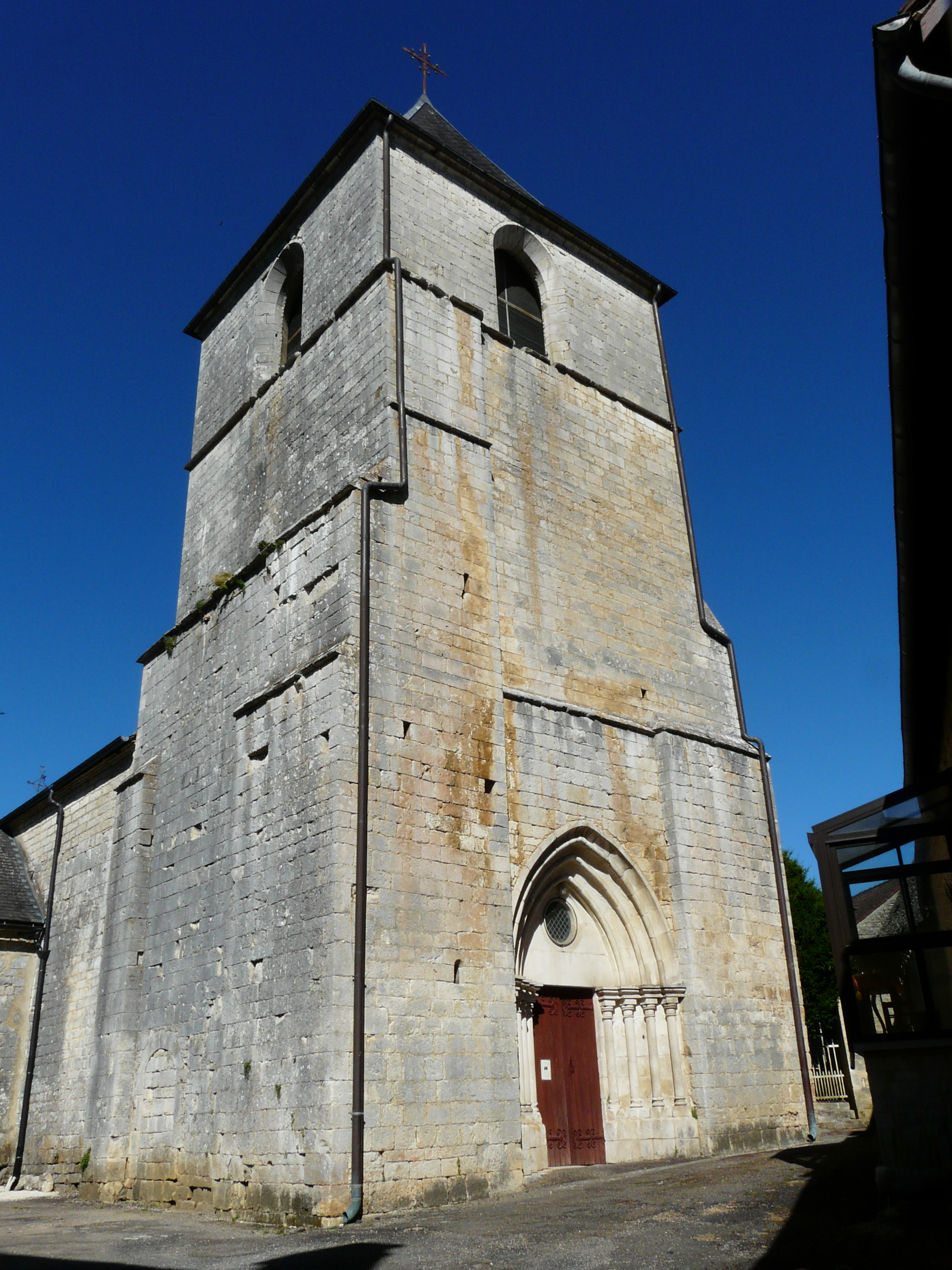
Kirche Saint-Martin

- Kirche Saint-Martin
- Mühlen La Garrigue und Janicot